# Колома (Висконсин)
Колома (енгл. Coloma) град је у америчкој савезној држави Висконсин.

## Демографија
По попису из 2010. године број становника је 450, што је 11 (-2,4%) становника мање него 2000. године.
| Група             | 2000.       | 2010.       |
| Белци             | 446 (96,7%) | 446 (99,1%) |
| Афроамериканци    | 0 (0,0%)    | 0 (0,0%)    |
| Азијати           | 0 (0,0%)    | 0 (0,0%)    |
| Хиспаноамериканци | 14 (3,0%)   | 4 (0,9%)    |
| Укупно            | 461         | 450         |